# Сім'я Гігеї
Сім'я Гігеї — група темних вуглистих астероїдів головного поясу, що належать до спектральних класів B і C. Сім'я Гігеї, що включає близько 1 % всіх астероїдів головного поясу, було так названо на честь свого найбільшого представника — темного вуглецевого астероїда (10) Гігея. Маючи приблизно 400 км у діаметрі, він зосередив у собі близько 94-98 % маси всієї сім'ї, будучи четвертим за розміром астероїдом головного поясу. Відповідно інші астероїди цієї сім'ї значно поступаються йому за розмірами. Так, наприклад, найбільші з них, астероїди (333) Баденія і (538) Фредеріка, мають в діаметрі трохи більше 70 км, тоді як решта астероїдів не перевищують і 30 км.

## Характеристики сім'ї

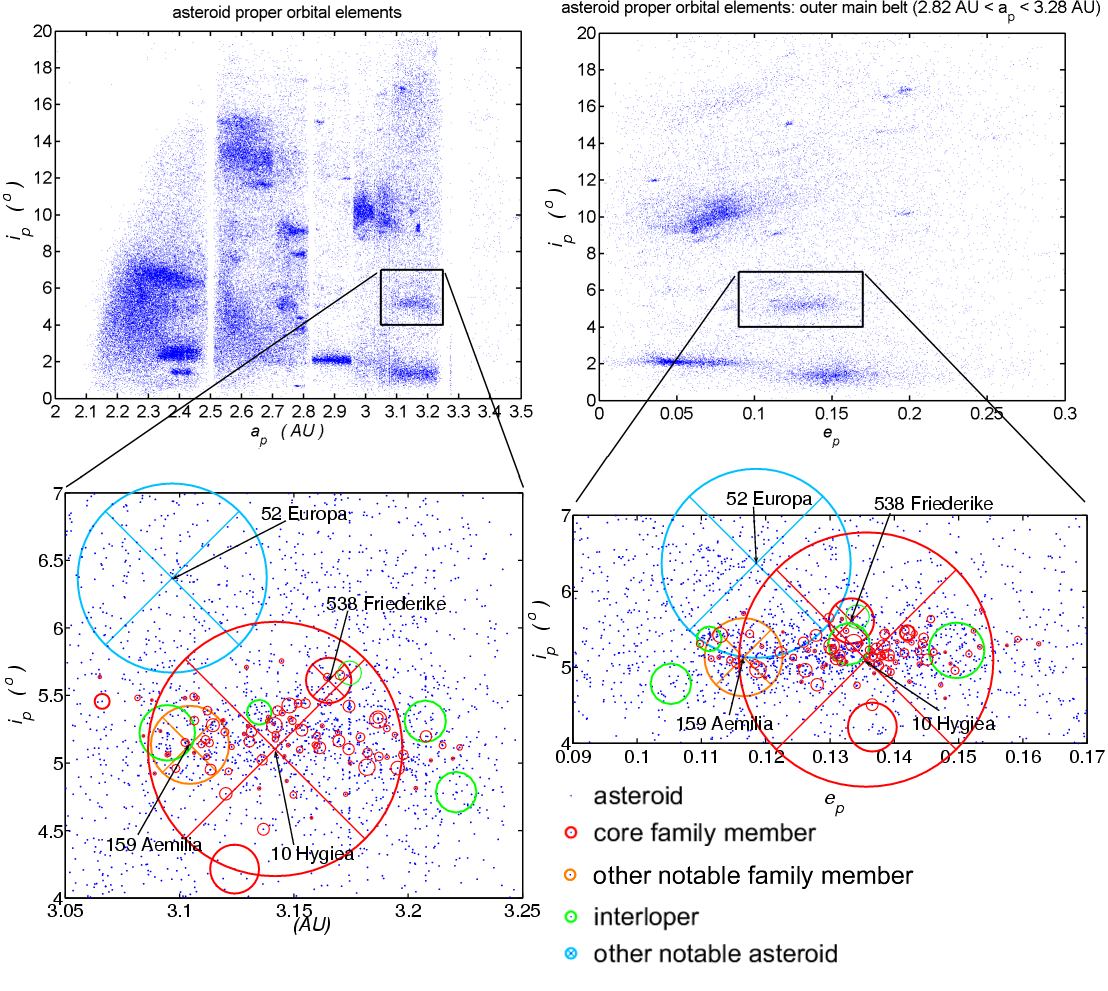
Розташування та структура сім'ї Гігея

Вважається, що ця сім'я утворилася через катастрофічне зіткнення з Гігеєю іншого великого астероїда, в результаті чого з Гігеї було вибито велику кількість дрібних фрагментів, які потім утворили дану сім'ю (Zappala 1995, Farinella 1996). Однак, два сімдесятикілометрові астероїди, (333) Баденія і (538) Фредеріка, через свої великі розміри дещо суперечать цьому припущенню: так, наприклад, у сім'ї Вести, що утворився за таким само сценарієм, немає жодного астероїда, за винятком самої Вести, що перевищує в діаметрі 10 км. Одним з можливих пояснень цього протиріччя може бути те, що, незважаючи на подібні спектральні характеристики, ці астероїди насправді не входять до складу сім'ї Вести, а є винятками, оскільки самі собою темні вуглецеві астероїди класу C дуже поширені серед астероїдів головного поясу.
Цікавим є також той факт, що сім'я містить значну кількість об'єктів рідкісного спектрального класу B, найбільшим з яких є вищезгааний астероїд (538) Фредеріка (Mothé-Diniz 2001). Є деякі ознаки того, що сім'я Гігеї утворилося досить давно (Танга 1999).

## Розташування та розмір
За допомогою статистичного аналізу (Zappala 1995) виявили кілька «основних» груп, орбітальні елементи яких лежать приблизно в наступних діапазонах.
|     | a p        | e p   | i p  |
| --- | ---------- | ----- | ---- |
| min | 3,06 а. е. | 0,109 | 4,2° |
| max | 3,22 а. е. | 0,163 | 5,8° |

Для даної астрономічної епохи діапазон оскулючих орбітальних елементів наведено в наступній таблиці.
|     | a          | e     | i     |
| --- | ---------- | ----- | ----- |
| min | 3,06 а. е. | 0,088 | 3,5°  |
| max | 3,24 а. е. | 0,191 | 6,8 ° |

Чисельний аналіз Zappala 1995 виявив близько 103 основних членів даної сім'ї, але за даними останнього дослідження (за 2005 рік), що охопило 96944 астероїда, чисельність цієї сім'ї становить не менше 1043 астероїдів, що лежать всередині області, що визначається таблицею вище.

## Винятки
У складі цієї сім'ї було виявлено досить велику кількість астероїдів, що не входять до неї, але рухаються подібними орбітами. Визначити їх вдалося здебільшого в результаті спектральних досліджень (Мот-Дініз 2001). Серед них такі астероїди як (100) Геката, (108) Гекуба, (1109) Тата, (1209) Пумма та (1599) Giomus.
Винятками можуть бути вищезгадані великі астероїди (333) Баденія і (538) Фредеріка.
Великий астероїд (52) Європа розміром більше 300 км, що має орбіту з нахилом 6,37°, розташовану приблизно в тій самій області, колись розглядалася як можливий член сім'ї, але наступні дослідження показали помилковість цього припущення.

## Найбільші астероїди сім'ї Гігеї
| Ім'я                    | Діаметр  | Велика піввісь | Нахилення орбіти | Ексцентриситет орбіти | Рік відкриття |
| ----------------------- | -------- | -------------- | ---------------- | --------------------- | ------------- |
| (10) Гігея              | 407,1 км | 2,195 а. е.    | 4,515 °          | 0,121                 | 1886          |
| (159) Емілія            | 131 км   | 3,100 а. е.    | 6,128 °          | 0,111                 | 1876          |
| (333) Баденія           | 78 км    | 3,125 а. е.    | 3,794°           | 0,168                 | 1892          |
| (538) Фредеріка         | 72 км    | 3,164 а. е.    | 6,503 °          | 0,163                 | 1904          |
| (867) Ковація           | 24 км    | 3,062 а. е.    | 5,984°           | 0,133                 | 1917          |
| (2436) Хатшепсут        | ?        | 3,173 км       | 4,082°           | 0,109                 | 1960          |
| (2747) Чеський Крумльов | 33 км    | 3,103 а. е.    | 5,821 °          | 0,124                 | 1980          |